# Justyna Zając
Justyna Zając (ur. 14 maja 1976) – polska politolożka, profesor nauk humanistycznych, wykładowczyni Wydziału Nauk Politycznych i Studiów Międzynarodowych Uniwersytetu Warszawskiego. Specjalizuje się w polityce zagranicznej i bezpieczeństwa Polski, Unii Europejskiej i USA, stosunkach międzynarodowych w regionie Afryki Północnej i Bliskiego Wschodu oraz teorii polityki zagranicznej państwa.

## Życiorys
Ukończyła w 2001 z wyróżnieniem ISM UW, a w 2000 także Uniwersytet w Katanii. W 2004 z wyróżnieniem obroniła doktorat na temat Środki i metody oddziaływania USA w bliskowschodnim procesie pokojowym (1991–2000) (promotor: Ryszard Zięba). W 2010 habilitowała się na WDiNP UW na podstawie rozprawy Role Unii Europejskiej w regionie Afryki Północnej i Bliskiego Wschodu. W 2018 otrzymała tytuł naukowy profesora.
Zawodowo związana z macierzystym Wydziałem. Od 2015 pracuje na stanowisku profesor nadzwyczajnej UW. Prowadzi zajęcia z polityki zagranicznej Polski, teoria stosunków międzynarodowych, międzynarodowych stosunków politycznych. Wypromowała czterech doktorów. Od 2001 pracowała w Zakładzie Historii i Teorii Stosunków Międzynarodowych, zaś po reorganizacji Wydziału w 2019, trafiła do Katedry Studiów Wschodnich WNPiSM. 
Ukończyła również szereg szkoleń i programów organizowanych m.in. przez Galillee College w Izraelu (2007), Deutsche Gesellschaft für Auswärtige Politik (DGAP), Robert Bosch Foundation (Berlin 2002), Human Rights Course oraz semestralny pobyt w ramach programu Sokrates-Erasmus na Université de Liège (Belgia, 2000/2001). Profesor wizytująca w Uniwersytecie Belgradzkim (2016), George Washington University (2015), Centre d’études et de recherches internationales de Sciences Po, Paryż (2012), Indiana University, Bloomington (2012). Stypendystka Fundacji Kościuszkowskiej (2015), rządu francuskiego (2012), Tygodnika Polityka – „Zostańcie z Nami” (2005), Fundacji na rzecz Nauki Polskiej (2005, 2006), Rektora UW (2005, 2006, 2009/2010, 2011 – za książkę habilitacyjną; nagrodę zespołową – 2004, 2006), a także nagrodę im. Remigiusza Bierzanka za najlepszą pracę magisterską z zakresu stosunków międzynarodowych (2001). Członkini Komisji Strategicznego Przeglądu Bezpieczeństwa Narodowego, powołanej przez Prezydenta RP (2010–2012), przewodnicząca Rady Młodych Naukowców przy Ministrze Nauki i Szkolnictwa Wyższego (2011/2012).

## Wybrane publikacje
- Poland’s Security Policy. The West, Russia and the Changing International Order, Palgrave Macmillan, London 2016.
- Teorie i podejścia teoretyczne w nauce o stosunkach międzynarodowych (współred. nauk. – Ryszard Zięba, Stanisław Bieleń), Wydawnictwo WDiNP UW, Warszawa 2015.
- Bezpieczeństwo międzynarodowe. Polska – Europa – Świat. Księga jubileuszowa dedykowana Profesorowi Ryszardowi Ziębie z okazji czterdziestolecia pracy naukowej (współred. Agata Włodkowska-Bagan, Marcin Kaczmarski), Wydawnictwo WDiNP UW, Warszawa 2015. Dostępne online.
- Unia Europejska w regionie śródziemnomorskim: między polityką wspólną a interesami państw członkowskich (red.), Wydawnictwo WDiNP UW, Warszawa 2014. Dostępne online.
- Role Unii Europejskiej w regionie Afryki Północnej i Bliskiego Wschodu, Wydawnictwa Uniwersytetu Warszawskiego, Warszawa 2010.
  - tłumaczenie: EU in the Mediterranean: An International Roles Theory Approach, Wydawnictwo WDiNP UW, Warsaw 2014.
- Partnerstwo Eurośródziemnomorskie, Wydawnictwo Sejmowe, Warszawa 2005.
- Polska w stosunkach międzynarodowych 1945–1989, (współautor – Ryszard Zięba), Wydawnictwo Adam Marszałek, Toruń 2005.
- Polska w stosunkach międzynarodowych 1945–1989: Wybór dokumentów (wybór i opr.), Wydawnictwa Uniwersytetu Warszawskiego, Warszawa 2005.
- Polityka zagraniczna USA po zimnej wojnie (red.), Wydawnictwo Adam Marszałek, Toruń 2005.
- Środki i metody oddziaływania USA w bliskowschodnim procesie pokojowym (1991–2000),Wydawnictwa Uniwersytetu Warszawskiego, Warszawa 2004.